# Metropolia di Coriza

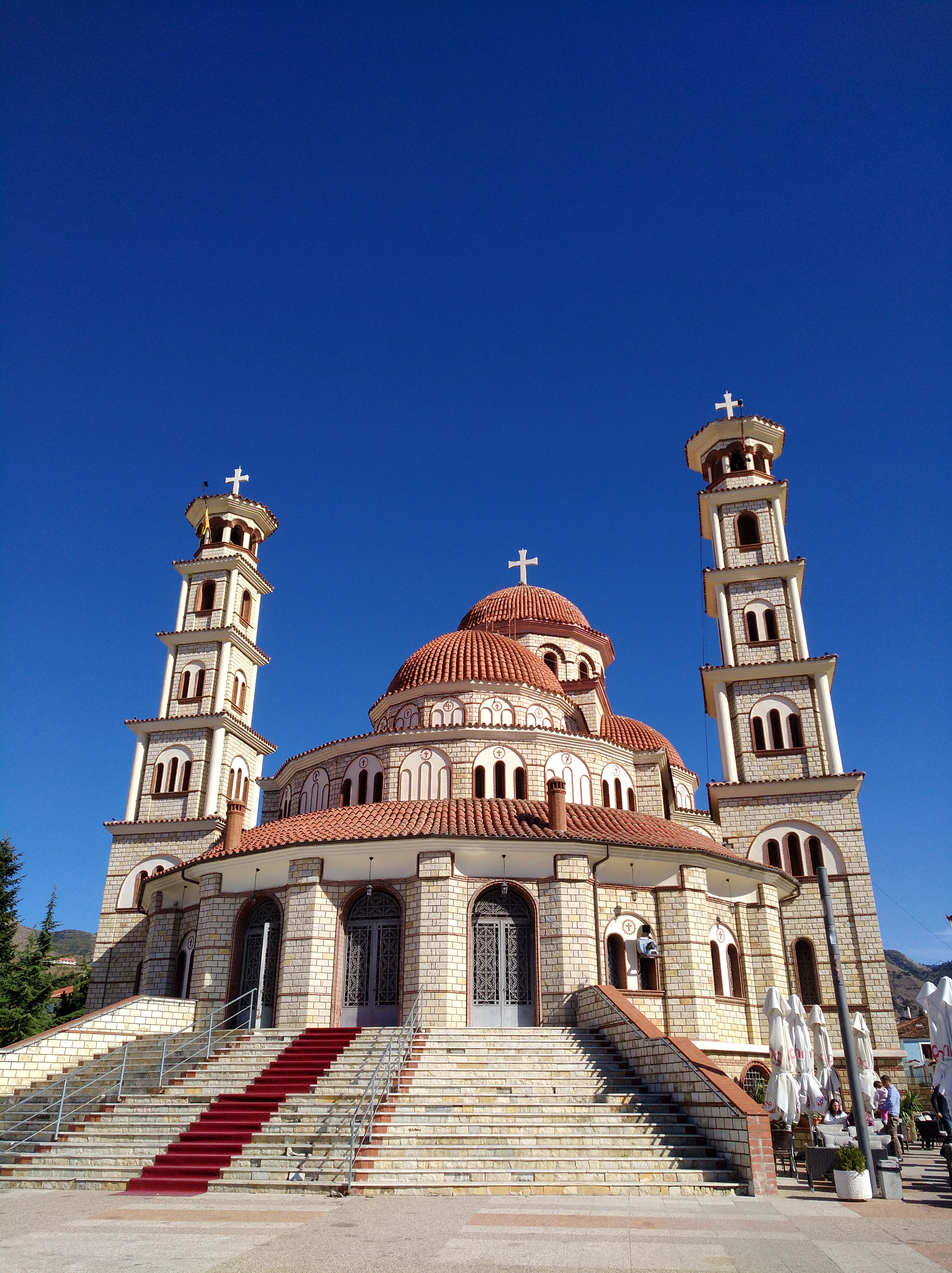
La cattedrale della Risurrezione di Coriza.

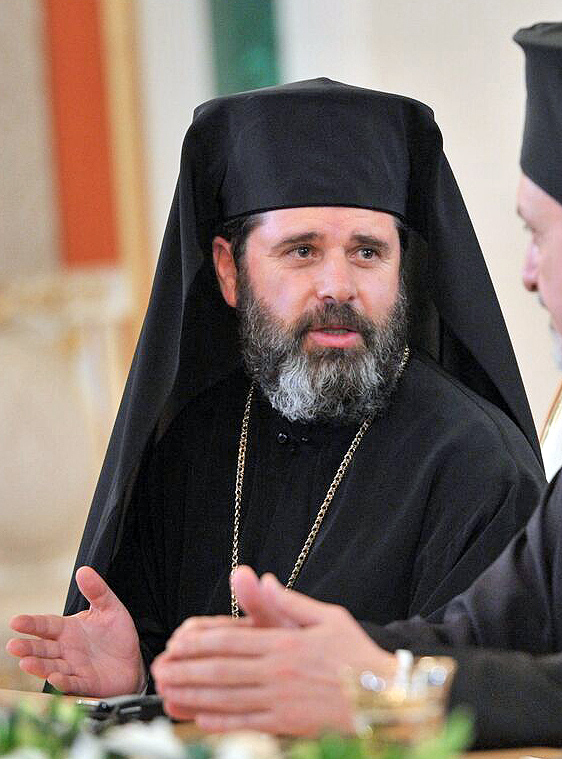
Giovanni Pelushi, metropolita di Coriza dal 1998 al 2025.

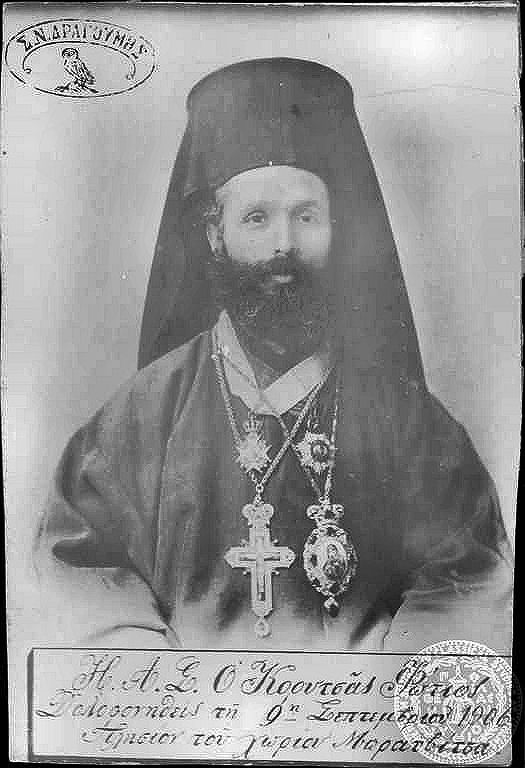
Il metropolita Fozio Kalpidis, ucciso dai nazionalisti albanesi nel 1906.

La metropolia di Coriza (in albanese Mitropolia e Shenjtë e Korçës, in greco Ιερά Μητρόπολις Κορυτσάς?) è una delle 6 circoscrizioni ecclesiastiche che costituiscono la Chiesa ortodossa albanese.

## Territorio
La metropolia si trova nella parte sud-orientale dell'Albania, al confine con la Grecia e la Macedonia del Nord, e si estende sulla prefettura di Coriza.
Sede metropolitana è la città di Coriza, dove si trova la cattedrale della Resurrezione.

## Storia
Incerta è l'origine della diocesi di Corizza, città fondata nel 1490. Un vescovo locale tuttavia è già documentato in un'iscrizione datata 1389. La diocesi faceva parte dell'arcivescovado di Ocrida. L'arcivescovo Partenio (1677-1683), originario di Corizza, elevò la sede al rango di metropolia; il primo metropolita noto è Macario, documentato dal 1691 al 1693. Quando l'arcivescovado fu soppresso nel 1767, la metropolia di Corizza passò sotto la giurisdizione del patriarcato ecumenico di Costantinopoli.
Tra Settecento e Ottocento, i metropoliti di Corizza si fregiarono di diversi titoli: Corizza e Selesforo (1676-1781), Corizza e Moscopoli (1781-1826), Corizza e Pogoniani (1828-1834), Corizza e Premeti (dopo il 1835).
Le tensioni nazionalistiche d'inizio Novecento sfociarono nell'uccisione del metropolita Fozio, il 9 settembre 1906.
In seguito alla guerre balcaniche (1912-1913) e alla proclamazione dell'indipendenza dell'Albania, il metropolita Germano Anastasiadis dovette abbandonare Corizza nel 1916 e riparare a Atene, senza poter più riprendere possesso della sua sede. Il patriarcato di Costantinopoli nominò un nuovo metropolita, che non entrò mai in Albania.
La sede rimase vacante fino al 1937, quando, riconosciuta l'autocefalia della Chiesa ortodossa albanese, poté essere nuovamente nominato un metropolita.
Dopo l'oscuro periodo del regime comunista albanese, la Chiesa ortodossa poté risollevarsi. Nel 1992 il patriarcato di Costantinopoli elesse come nuovo metropolita, Kristodhulos Moustakis, che tuttavia non poté mai prendere possesso della sua sede perché di origine greche e dunque non accettato dal governo albanese.

## Cronotassi

### Prelati dell'arcivescovado di Ocrida
- Ninfone † (menzionato nel 1389)[2]
- Caritone † (menzionato nel 1503)[5]
- Gabriele † (menzionato nel 1550)[5]
- Giuseppe † (menzionato nel 1532[5] o 1552[2])
- Timoteo † (? - luglio 1566)[5]
- Gabriele † (menzionato tra il 1572 e il 1580)[2]
- Atanasio † (menzionato nel 1590 circa)[2]
- Zosimo † (menzionato nel 1607)[2]
- Neofito † (menzionato nel 1628)[5]
- Metrofane † (menzionato nel 1631[5] o 1634[2])
- Gabriele † (? - 2 gennaio 1647 deceduto)[5]
- Costanzo † (menzionato nel 1663)[5]
- Ignazio † (menzionato nel 1668)[5]
- Macario † (9 agosto 1691 - 13 agosto 1693)[5]
- Atanasio † (? - prima del 24 gennaio 1694 deceduto)[5]
- Daniele † (24 gennaio 1694 - 1709 deceduto)[5]
- Ioasaf † (4 giugno 1709 - 22 ottobre 1745 deceduto)[5][6][4]
- Niceforo † (menzionato tra il 1746 e il 1750)[5]
- Macario † (prima di agosto 1752 - dopo agosto 1756)[5]
- Daniele † (6 marzo 1759 - ?)[5][4]

### Prelati del patriarcato di Costantinopoli
- Gennadio † (6 ottobre 1766 - 1779 deceduto)[2][5]
- Gioacchino † (marzo 1779 - 2 giugno 1790 dimesso)[4]
- Costantino † (ottobre 1790 - 1798 deceduto)[4]
- Ioasaf † (ottobre 1798 - giugno 1816)[4]
- Melezio † (giugno 1816 - luglio 1827 eletto metropolita di Bodena)
- Bessarione † (agosto 1827 - gennaio 1835 eletto metropolita di Proconneso)[4]
- Cirillo † (febbraio 1835 - dicembre 1845 eletto metropolita di Ganos e Chora)[4]
- Neofito † (dicembre 1845 - 1874 deceduto)[4]
- Doroteo † (18 aprile 1874 - 8 maggio 1875 deceduto)[4]
- Doroteo Christidis † (3 giugno 1875 - 26 agosto 1885 eletto metropolita di Iconio)[4]
- Filoteo Konstantinidis † (26 agosto 1885 - 30 aprile 1893 eletto metropolita di Didymoteicho)[4]
- Gregorio † (1º giugno 1893 - 15 luglio 1893 deposto)[4]
- Antimo Tsatsos † (15 luglio 1893 - 21 luglio 1894 eletto metropolita di Lero)[4]
- Crisante † (26 luglio 1894 - aprile 1895 dimesso)[4]
- Gervasio Orologas † (24 aprile 1895 - 14 maggio 1902 eletto metropolita di Cesarea)[4]
- Fozio Kalpidis † (16 maggio 1902 - 9 settembre 1906 deceduto)[4]
- Gervasio Sarasitis † (10 ottobre 1906 - 1º aprile o maggio 1910 eletto metropolita di Ancira)[4]
  - Demetrio † (13 maggio 1910 - ?) (non accettato)[4]
- Germano Anastasiadis † (8 giugno 1910 - 22 febbraio 1922 eletto metropolita di Sisani e Siatista)[4]
- Gioacchino Stroumpis † (24 febbraio 1922 - 7 ottobre 1924 eletto metropolita di Chio)[4]
  - Sede vacante

### Prelati della Chiesa ortodossa albanese
- Evllogjio Kurilla † (3 aprile 1937[4] - 1939)[7]
- Agathangjel Çamçe † (1939 - 1946 deceduto)[7]
- Paisi Vodica † (18 aprile 1947 - 25 agosto 1949 eletto arcivescovo di Tirana e Durazzo)[7]
- Sofron Borova † (1949 - ottobre 1952 dimesso)[7]
- Fillothe Duni † (1952 - 1962)[7]
- Dhimitër Kokoneshi † (1962 - aprile 1966 eletto arcivescovo di Tirana e Durazzo)[7]
- Qirill Naslazi † (1965 - 1967)[7]
  - Sede vacante
- Kristodhulos Moustakis † (24 giugno 1992 - 18 luglio 1998 dimesso)[7]
- Joan Pelushi (20 luglio 1998 - 16 marzo 2025 eletto arcivescovo di Tirana, Durazzo e di tutta l'Albania)